# دایسوکه تنگان
دایسوکه تنگان، (به ژاپنی: 天願 大介 てんがん だいすけ)، نوشتن نام به صورت کانجی (天顔大介) اشتباه است، او پسر شوهی ایمامورا کارگردان فیلم است. (نام اصلی: دایسوکه ایمامورا، زاده ۱۴ دسامبر ۱۹۵۹) فیلمنامه‌نویس و کارگردان ژاپنی است. او رئیس بخش فیلم در مؤسسه تصویر متحرک ژاپن بود و از سال ۲۰۱۷ رئیس آن بوده است. او از دانشگاه ریوکو فارغ‌التحصیل شد. در سال ۱۹۸۴ او به شینچوشا پیوست، اما در سال ۱۹۹۱ آن را ترک کرد و به دنبال یک حرفه خلاقانه بود. اولین کارگردانی او در سال ۱۹۹۰ بود. او همچنین به عنوان فیلمنامه‌نویس فیلم‌های کارگردانانی مانند شوهی ایمامورا و تاکاشی میکه شناخته می‌شود.

## مصاحبه در مورد فیلم
کارگردان تاکاشی میکه از تنگان دایسوکه، پسر مربی سابقش شوهی ایمامورا، خواست تا فیلمنامه فیلم  ۱۳ آدم‌کش (فیلم ۲۰۱۰) را بنویسد. وقتی از تنگان دایسوکه پرسیده شد که نظرش در مورد سامورایی چیست، او اینگونه پاسخ داد:
«اگر از من بپرسید که آیا آن را دوست دارم یا نه، واقعاً دوست ندارم. سامورایی‌ها تنها بخش کوچکی از جمعیت بودند، اما به نوعی سلطه‌جو بودند و تاریخ را ساختند. با این حال، در واقعیت، بسیاری از مردم در اواخر دوره ادو یا باکوماتسو در دنیای نادیده زندگی می‌کردند، بنابراین من تعجب می‌کنم که تلاش برای تحمیل سبک زندگی مانند بوشیدو به مردم و زندگی در قالب یک تصویر چه احساسی دارد. مطمئن نیستم که آیا با آنها همدردی می‌کنم یا نه.» (شماره اواخر سپتامبر مجله آماگان دایسوکه/کینما جونپو